# Praça dos Mártires
A Praça dos Mártires, também conhecida como Passeio Público, é a mais antiga praça da cidade de Fortaleza, Ceará. Além da bela vista para o mar, a praça possui como atrativos naturais diversas árvores centenárias, como o famoso baobá plantado por Senador Pompeu em 1910. Seu nome atual foi definido em 11 de janeiro de 1879 pela Câmara Municipal de Fortaleza.

## História
A praça foi planejada na década de 1891 por Silva Paulet. Durante o governo de José Félix de Azevedo e Sá a área foi cuidada e nesta época houve a execução dos revolucionários da Confederação do Equador: Azevedo Bolão, Feliciano Carapinima, Francisco Ibiapina, Padre Mororó e Pessoa Anta, que foram executados naquele local em 1825.
Em todas as plantas de Adolfo Herbster houve menção a futura praça que em 1864, o então governador da província encomendará ao Engenheiro da Província os orçamentos das obras.

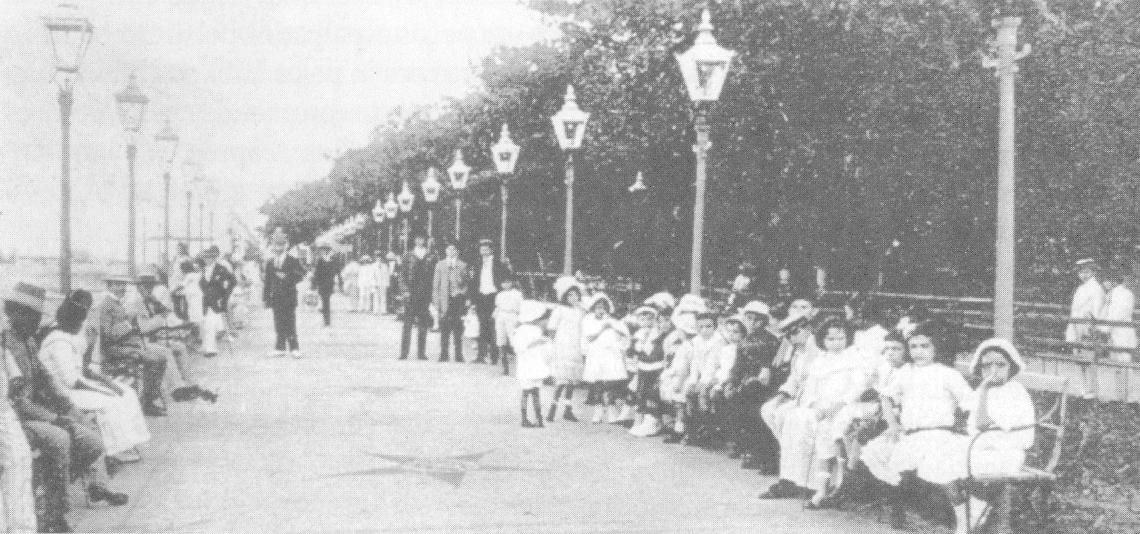
Passeio Público em 1919

Construída em 1890 em estilo neoclássico, a praça foi reformada em 1940 nos moldes do Passeio Público do Rio de Janeiro.
O logradouro foi palco das primeiras partidas de futebol do estado, disputadas por marinheiros de navios ancorados no porto da cidade, ingleses residentes em Fortaleza e cearenses da classe alta.
Foi tombada pelo IPHAN em 13 de abril de 1965.
Durante a década de 1990, o local passou a sofrer com o abandono por parte do poder público, e aos poucos se transformou em ponto de consumo e tráfico de drogas e prostituição. Consequentemente, o espaço passou a ser pouco aproveitado pela população. Tal situação só foi revertida na segunda metade da década de 2000, com a revitalização pela qual passou.
Em setembro de 2007, teve início a última restauração da praça realizada pela Prefeitura de Fortaleza através da FUNCET com o apoio da Casa Cor no Ceará. A praça restaurada foi entregue à população em solenidade ocorrida em 6 de outubro de 2007. Desde então, a praça voltou a ser bem freqüentada pelas famílias, passou a contar com mais vigilância e a ter atrativos como cafés e restaurantes, mediante parcerias com a iniciativa privada.
Entretanto, o poder público permanece concentrando as funções de manutenção do local, sem contar com a colaboração de entes privados ou de voluntários, o que dificulta os trabalhos, já que muitas vezes faltam recursos e capacidade de gestão. O resultado é que, mesmo restaurada, a praça se encontra há tempos com alguns postes e estátuas quebradas, além de jardins mal cuidados. Apesar disso, permanece sendo uma das praças mais belas e bem cuidadas da cidade.

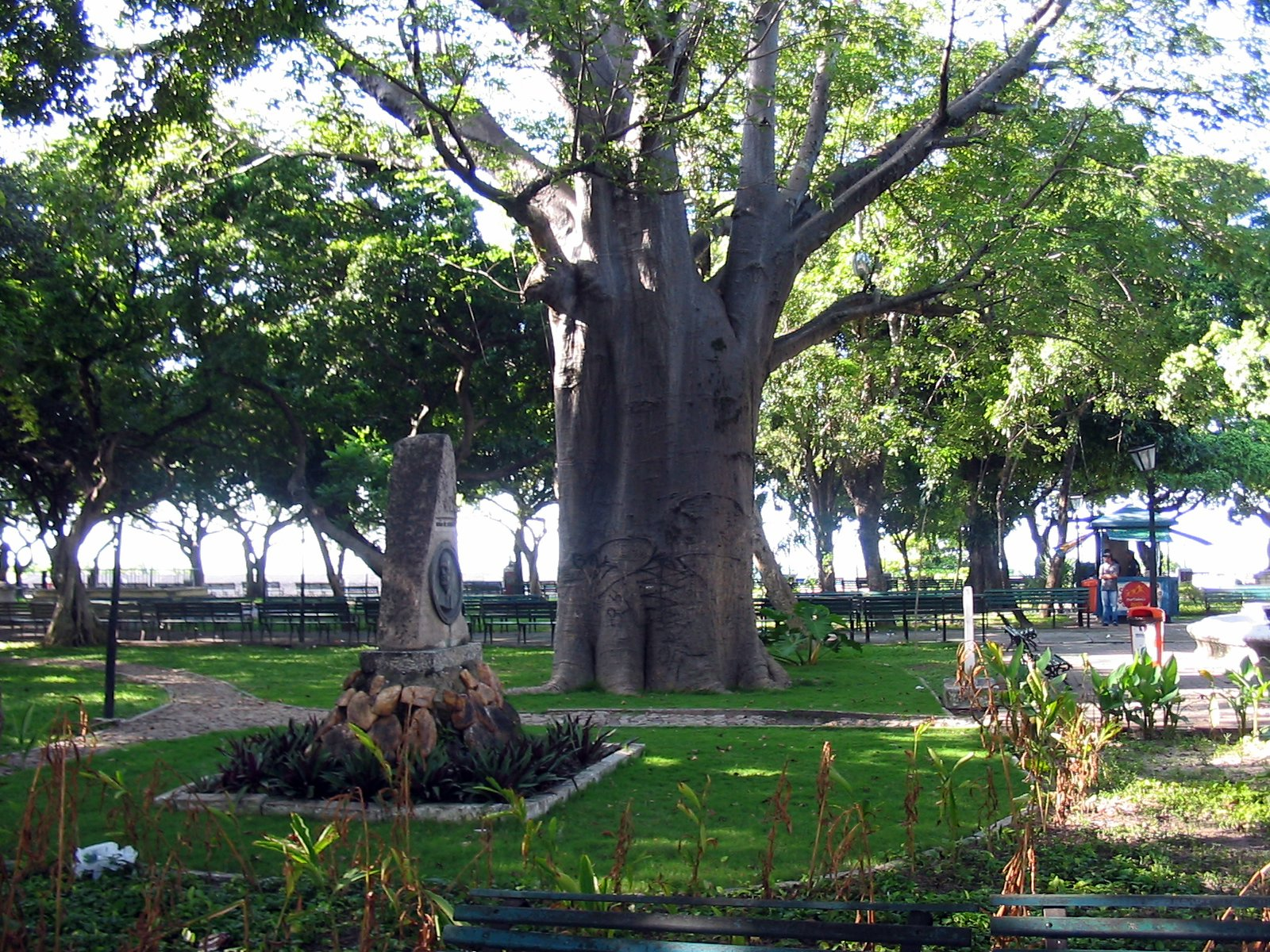
Baobá centenário do Passeio Público.